# José Belman
José Francisco Belman González (Malaga, 16 giugno 1971) è un allenatore di calcio ed ex calciatore spagnolo, di ruolo portiere.

## Palmarès

### Club

#### Competizioni internazionali
- Coppa delle Coppe: 1

Real Saragozza: 1994-1995